# محاصيل تغطية
في الزراعة، محاصيل التغطية أو الغطاء النباتي أو محاصيل تغطية التربة أو تغطية شجرية (بالإنجليزية: Cover crop)، هي نباتات تُزرع لتغطية التربة وليس لغرض الحصاد. تدير المحاصيل المغطاة تآكل التربة، وخصوبة التربة، وجودة التربة، والمياه، والأعشاب الضارة، والآفات، والأمراض، والتنوع البيولوجي والحياة البرية في النظام البيئي الزراعي — وهو نظام بيئي يديره ويشكله البشر. قد تكون محاصيل التغطية محصولًا خارج الموسم يزرع بعد حصاد المحصول النقدي. وقد تنمو خلال فصل الشتاء.

## تآكل التربة
على الرغم من أن محاصيل يمكن أن تؤدي وظائف متعددة في النظام الإيكولوجي الزراعي في وقت واحد، إلا أنها غالبًا ما تزرع لغرض وحيد هو منع تآكل التربة. تآكل التربة هو عملية يمكن أن تقلل بشكل لا يمكن إصلاحه من القدرة الإنتاجية للنظام البيئي الزراعي. يعمل محصول الغطاء الكثيف على إبطاء سرعة هطول الأمطار ماديًا قبل ملامسته لسطح التربة، مما يمنع تناثر التربة وتدفق سطح التربة. بالإضافة إلى ذلك، تساعد شبكات جذور المحاصيل الواسعة النطاق على تثبيت التربة في مكانها وزيادة مسامية التربة، مما يخلق شبكات موائل مناسبة للحيوانات الكبيرة في التربة. ويحافظ على إثراء التربة الجيدة للسنوات القليلة القادمة.

## إدارة خصوبة التربة
أحد الاستخدامات الأساسية لمحاصيل التغطية هو زيادة خصوبة التربة. ويشار إلى هذه الأنواع من محاصيل الغطاء باسم «السماد الأخضر». تُسْتَخْدَمُ لإدارة مجموعة من المغذيات الكبيرة للتربة والمغذيات الدقيقة. من بين العناصر الغذائية المختلفة، فإن التأثير الذي يغطي المحاصيل على إدارة النيتروجين قد لقي أكبر قدر من الاهتمام من الباحثين والمزارعين، لأن النيتروجين هو غالبًا أكثر العناصر الغذائية تقييدًا في إنتاج المحاصيل.
في كثير من الأحيان، تزرع محاصيل السماد الأخضر لفترة محددة، ثم تحرث قبل الوصول إلى مرحلة النضج الكامل من أجل تحسين خصوبة التربة وجودتها. كما تمنع السيقان التربة من التآكل.

## إدارة جودة التربة
يمكن لمحاصيل التغطية أيضًا تحسين جودة التربة من خلال زيادة مستويات المواد العضوية في التربة من خلال إدخال الكتلة الحيوية للمحاصيل مع مرور الوقت. تعمل زيادة المواد العضوية في التربة على تعزيز بنية التربة، بالإضافة إلى قدرة المياه والمغذيات على تخزين التربة وقدرتها على التخزين المؤقت. يمكن أن يؤدي أيضًا إلى زيادة عزل الكربون في التربة، والذي تم الترويج له كاستراتيجية للمساعدة في تعويض الارتفاع في مستويات ثاني أكسيد الكربون في الغلاف الجوي.
تتم إدارة جودة التربة لإنتاج الظروف المثلى لازدهار المحاصيل. العوامل الرئيسية لجودة التربة وهي ملوحة التربة، ودرجة الحموضة، وتوازن الكائنات الحية الدقيقة ومنع تلوث التربة.

## إدارة المياه
من خلال تقليل تآكل التربة، غالبًا ما تقلل المحاصيل المغطاة أيضًا من معدل وكمية المياه التي يتم تصريفها خارج الحقل، مما يؤدي عادةً إلى مخاطر بيئية على الممرات المائية والنظم البيئية في المصب. تعمل تغطية الكتلة الحيوية للمحاصيل كحاجز مادي بين هطول الأمطار وسطح التربة، مما يسمح لقطرات المطر بالانتقال بثبات إلى أسفل من خلال جوانب التربة. كما ذكرنا أعلاه، فإن تغطية نمو جذر المحاصيل تؤدي إلى تكوين مسام التربة، والتي بالإضافة إلى تعزيز موطن الحيوانات الكبيرة في التربة توفر مسارات لتصفية المياه من خلال جوانب التربة بدلاً من تصريفها خارج الحقل كتدفق سطحي. مع زيادة تسرب المياه، يمكن تحسين إمكانية تخزين مياه التربة وإعادة شحن طبقات المياه الجوفية.

## إدارة الأعشاب

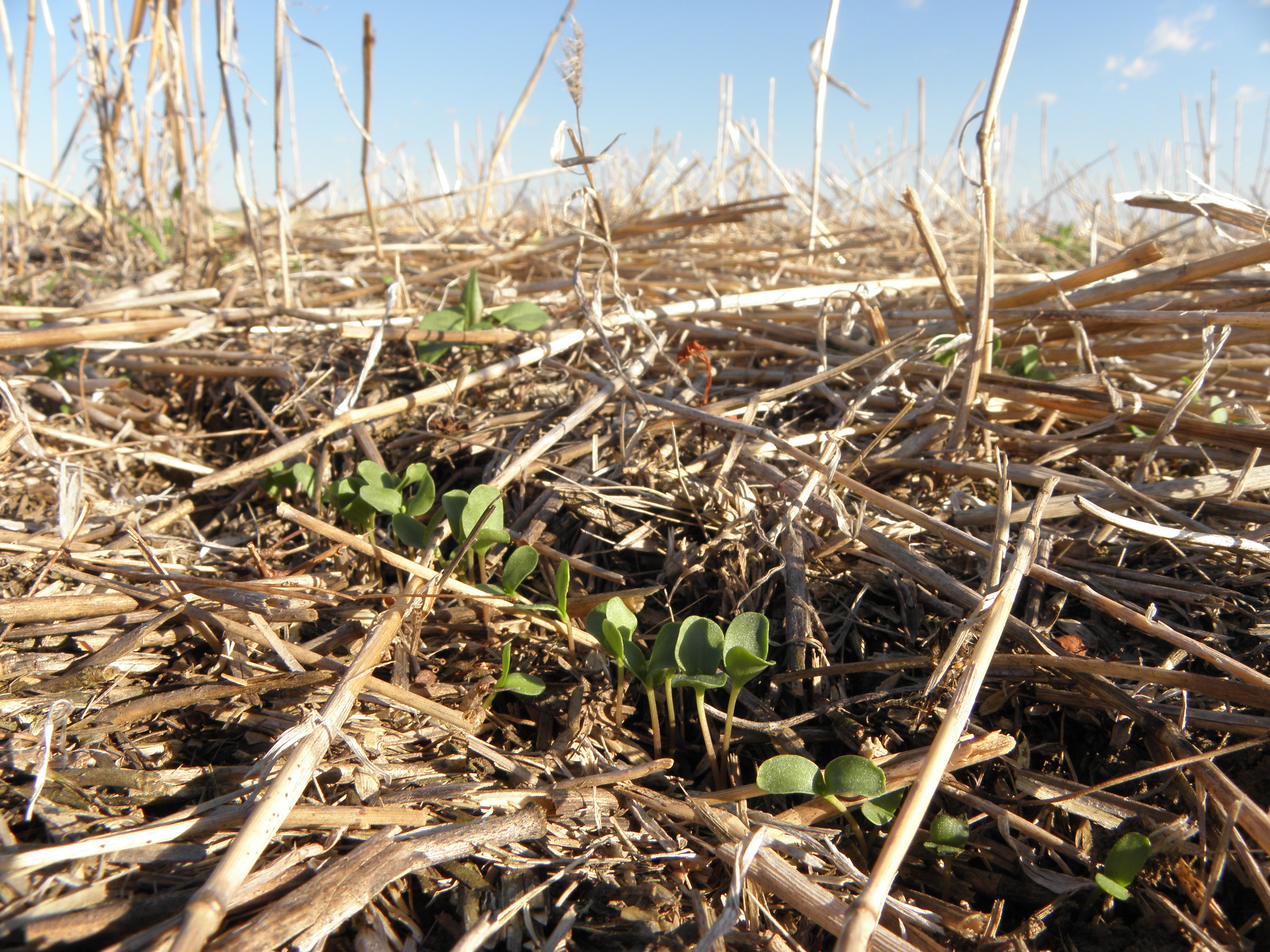
محاصيل التغطية في داكوتا الجنوبية

غالبًا ما تتنافس المحاصيل ذات الغطاء السميك جيدًا مع الأعشاب الضارة خلال فترة نمو محصول الغطاء، ويمكن أن تمنع معظم بذور الحشائش النابتة من إكمال دورة حياتها والتكاثر. إذا تم تسطيح محصول الغطاء على سطح التربة بدلاً من دمجه في التربة كسماد أخضر بعد إنهاء نموه، يمكن أن يشكل حصيرة تقريبًا لا يمكن اختراقها. هذا يقلل بشكل كبير من نفاذية الضوء إلى بذور الحشائش، مما يقلل في كثير من الحالات من معدلات إنبات بذور الحشائش. علاوة على ذلك، حتى عندما تنبت بذور الحشائش، غالبًا ما تنفد الطاقة المخزنة للنمو قبل بناء القدرة الهيكلية اللازمة لاختراق طبقة تغطية نشارة المحاصيل. غالبًا ما يُطلق على ذلك تأثير خنق محصول الغطاء.

## إدارة المرض
يمكنها بنفس طريقة قمع الأعشاب الضار أيضًا كسر دورات المرض وتقليل أعداد الأمراض البكتيرية والفطرية، والديدان الخيطية الطفيلية. وقد ثبت أن الأنواع الموجودة في فصيلة الجذور النحاسية، مثل الخردل، تقوم على نطاق واسع بقمع مجموعات الأمراض الفطرية من خلال إطلاق المواد الكيميائية السامة التي تحدث بشكل طبيعي أثناء تحلل مركبات الجلوكوزينولادي في أنسجة خلاياها النباتية.

## إدارة الآفات
تُستخدم بعض محاصيل الغطاء كـ «محاصيل فخ» لجذب الآفات بعيدًا عن محصول القيمة ونحو ما تعتبره الآفة موطنًا أكثر ملاءمة. يمكن إنشاء مناطق محاصيل المصائد داخل المحاصيل أو داخل المزارع أو داخل المناظر الطبيعية. في كثير من الحالات يزرع المحصول خلال نفس موسم إنتاج المحصول الغذائي. يمكن معالجة المساحة المحدودة التي تحتلها محاصيل المصائد بمبيدات الآفات بمجرد سحب الآفات إلى المصيدة بأعداد كبيرة بما يكفي لتقليل أعداد الآفات. في بعض الأنظمة العضوية، يقود المزارعون محصول المصيدة باستخدام أداة كبيرة قائمة على التفريغ لسحب الآفات ماديًا من النباتات وخارج الحقل. يوصى باستخدام هذا النظام للمساعدة في السيطرة على اللغاس في إنتاج الفراولة العضوي.
تستخدم محاصيل الغطاء الأخرى لجذب الحيوانات المفترسة الطبيعية للآفات من خلال توفير عناصر موطنها. وهو شكل من أشكال المكافحة البيولوجية المعروفة باسم زيادة الموائل، والتي تتحقق باستخدام محاصيل الغطاء.

## التنوع والحياة البرية
على الرغم من أن محاصيل التغطية تُستخدم عادةً لخدمة أحد الأغراض التي نوقشت أعلاه، إلا أنها غالبًا ما تعمل في نفس الوقت على تحسين موطن المزرعة للحياة البرية. يضيف استخدام محاصيل الغطاء بعدا آخر على الأقل من تنوع النباتات إلى دوران المحاصيل النقدية. نظرًا لأن محصول الغطاء ليس عادةً محصولًا ذا قيمة، فإن إدارته عادة ما تكون أقل كثافة، مما يوفر نافذة من التأثير البشري «الناعم» على المزرعة. إن هذه الإدارة «غير العملية» نسبياً، مقترنة بزيادة عدم التجانس في المزرعة الناتجة عن إنشاء المحاصيل المغطاة، تزيد من احتمال تطور بنية غذائية أكثر تعقيدًا لدعم مستوى أعلى من تنوع الحياة البرية.
في إحدى الدراسات، قارن الباحثون تركيبة أنواع مفصليات الأرجل والطيور المغمورة والاستخدام الميداني بين حقول القطن المزروعة التقليدية والمغطاة في جنوب الولايات المتحدة. زرعت حقول القطن المزروعة في البرسيم، والتي تركت لتنمو بين صفوف القطن طوال موسم نمو القطن المبكر (زراعة الشريط). أثناء الترحيل وموسم التكاثر، وجدوا أن كثافة الطائر المغرد كانت 7 – أعلى 20 مرة في حقول القطن مع محصول البرسيم تغطية متكاملة مما كانت عليه في حقول القطن التقليدية.